# Bikini Open

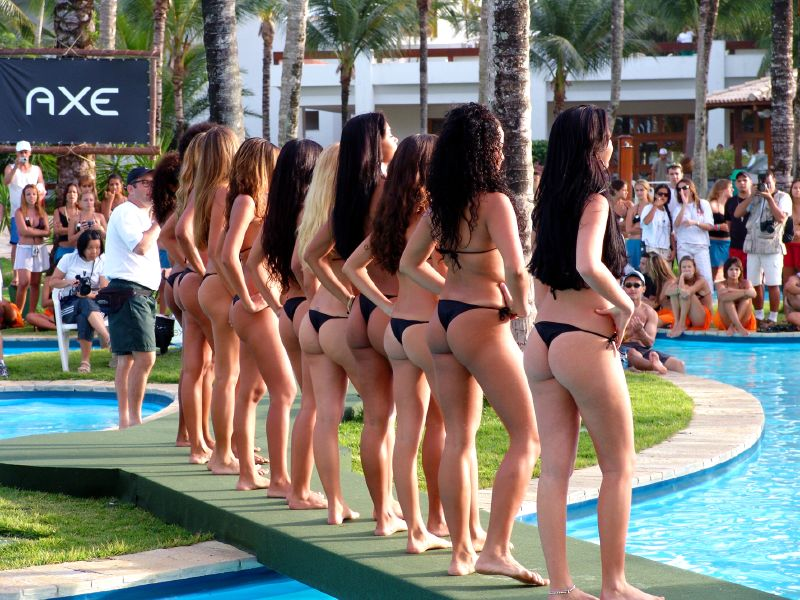
Bikini Open

Un bikini open o bikini contest es una variedad de concurso de belleza en el cual las participantes usan bikinis en la parte inferior de su cuerpo, en tanto que en la parte superior pueden usar el sostén, por lo general ajustada y corta.

## Descripción
Los bikinis de las concursantes suelen no ser del tipo tanga, y la elección se concentra fundamentalmente en seleccionar a la que tenga las nalgas de mayor belleza, tomándose en cuenta el desarrollo de los glúteos y su forma, como así también las piernas y la comba de la cintura. Tener un trasero parado y un buen calce de bikini será motivo para que aumente la valoración del jurado.
Estos concursos se llevan a cabo mayoritariamente en playas, clubes con piscina y discotecas.
- Datos: Q4907414
- Multimedia: Bikini contests / Q4907414